# Indomarengo
Indomarengo Benjamin, 2004 è un genere di ragni appartenente alla famiglia Salticidae.

## Etimologia
Il nome del genere è composto dal prefisso Indo- che ne indica l'areale, quello indiano, e dal genere Marengo Peckham & Peckham, 1892, con cui condivide vari caratteri.

## Distribuzione
Le tre specie oggi note di questo genere sono state rinvenute in Indonesia: una è stata reperita sia sull'isola di Giava che nel Borneo; la I. chandra è endemica di Sumatra e la I. thomsoni lo è del Borneo.

## Tassonomia
A giugno 2011, si compone di tre specie:
- Indomarengo chandra Benjamin, 2004 — Sumatra
- Indomarengo sarawakensis Benjamin, 2004[2] — Giava, Borneo
- Indomarengo thomsoni (Wanless, 1978) — Borneo